# ナリカラ要塞
ナリカラ要塞 (グルジア語: ნარიყალა モンゴル語: Нарикала 小さい要塞の意味 Narikala)はサカルトヴェロの首都、トビリシを見渡すナリカラ丘にある古代の要塞である。クラ川の畔に位置しており、ナリカラ要塞の麓にはトビリシの名前の由来となった温泉街のアバノツバニがある。

## 概要
ナリカラ要塞の城壁2枚が険しいナリカラ丘の上に建てられており、アバノツバニとトビリシ植物園の間に位置している。丘の上には聖ニコラス教会と、13世紀に火事で焼失した教会の跡地にドアが3戸ある1996年から1997年の間に完成した新しく建てられたナリカラ教会がある。 教会の中はフレスコ画で装飾されており、サカルトヴェロの歴史や聖書の一場面を現している。また周囲にはカルトリス・デダ (ジョージアの母像)が聳え立ってる。

## 歴史
ナリカラ要塞がこの地に建築されたのは、地政学的要因に因るものである。この地はクラ川の川底が狭く、また土手や続く丘が崖があるが故、戦略的に有利な場所だからである。ナリカラ要塞は4世紀にサーサーン朝の不快要塞 (シュリス・ツィヘ)の名で建設された。7世紀になるとバグラティオニ朝のダヴィト4世建設王（在位: 1089年–1125年）によって拡張された。その後モンゴル帝国により"ナリン・カラ"、小さな要塞の意と改名された。今日現存する要塞の殆どは16世紀から17世紀に建てられたものだと推定されている。1827年の地震により要塞の一部分が破損し破壊された。

## 交通

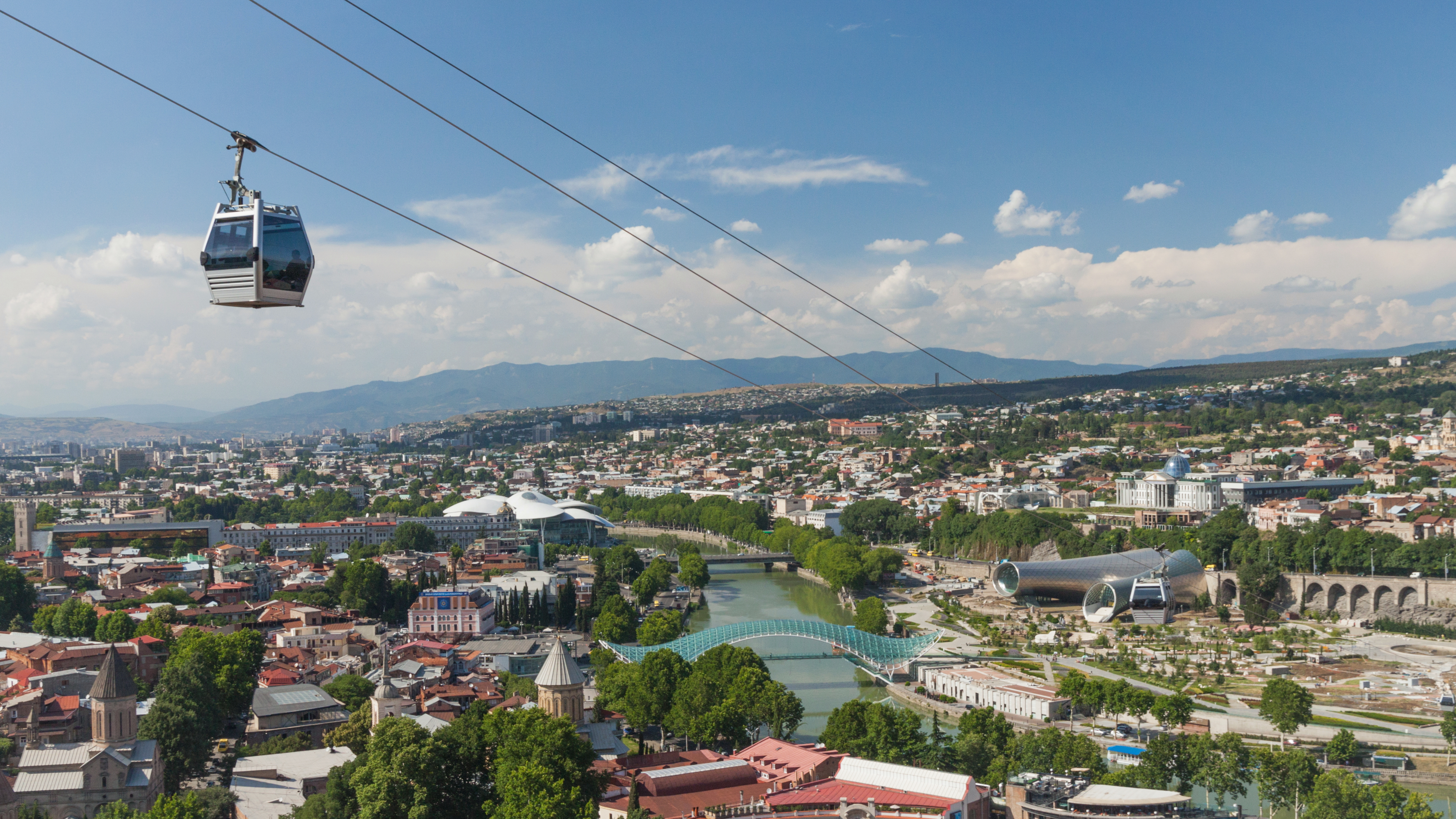
ナリカラ要塞へ移動するロープウェー

トビリシ地下鉄のアヴァラバリ駅からメテヒ橋を渡り徒歩20分程度。なお、2.5ラリ (約140円、2024年3月現在)を払えば、ライク公園からロープウェーでナリカラ要塞のあるナリカラ丘の頂上まで移動できる。ライク公園からは数分で到着し、その間トビリシの美しい街並みを360度見渡すことが可能だ。なお、ロープウェー1台につき乗れるのは5人までであり、営業時間は12時から24時まで。メトロカード使用可能である。

## パノラマ写真

ナリカラ要塞からの風景

## 写真

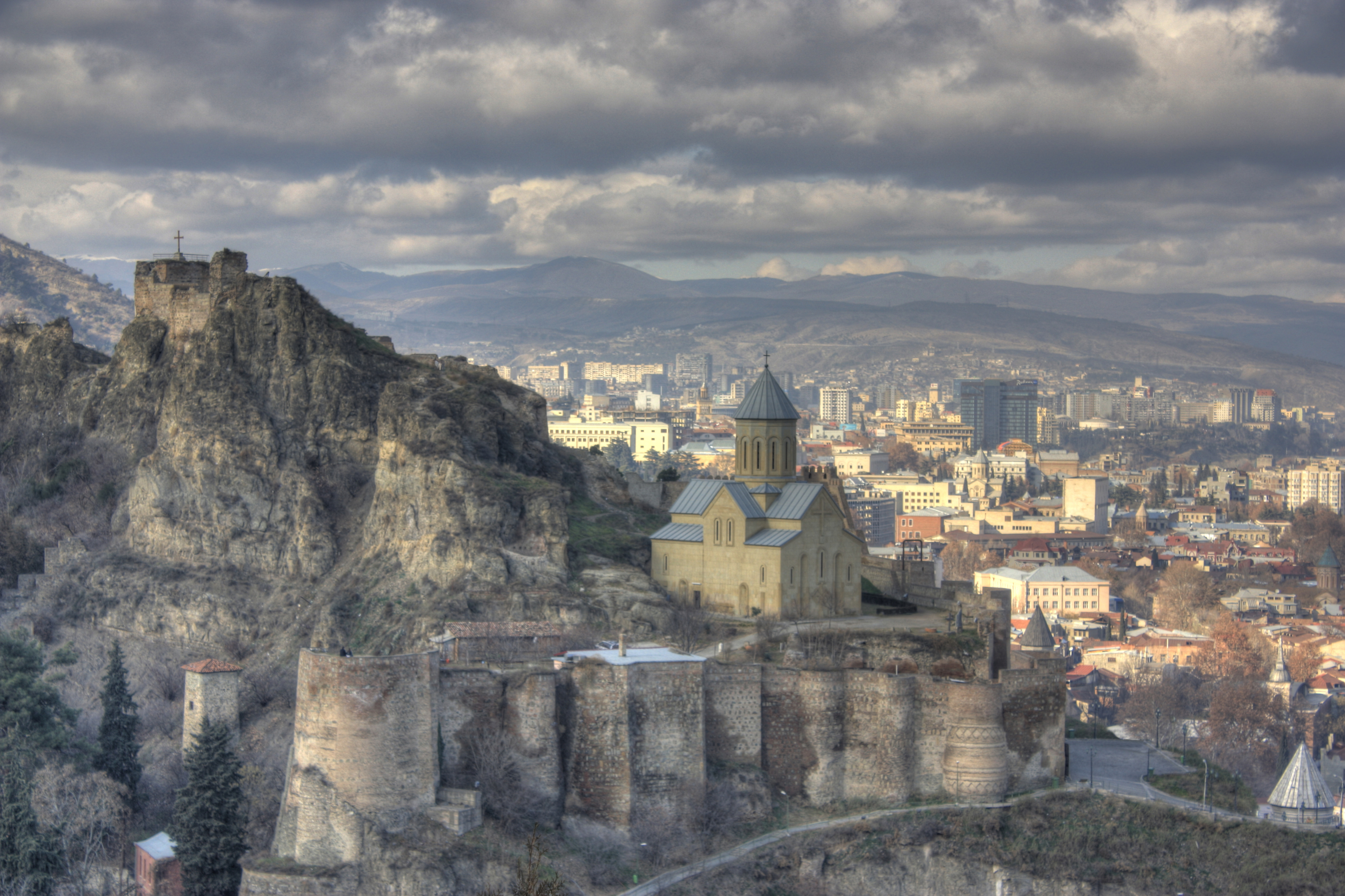
ナリカラ要塞
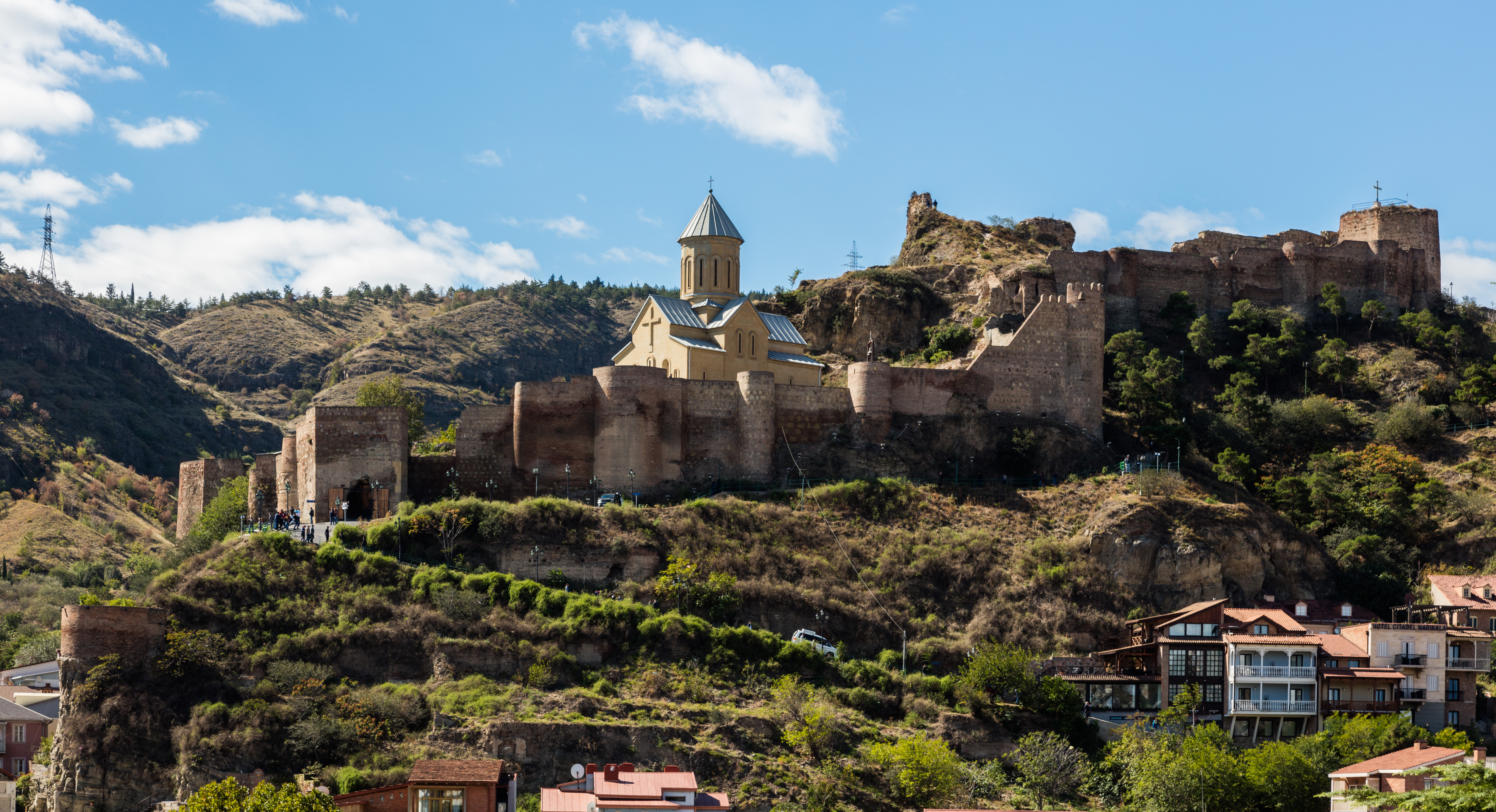
トビリシ中心街から見たナリカラ要塞
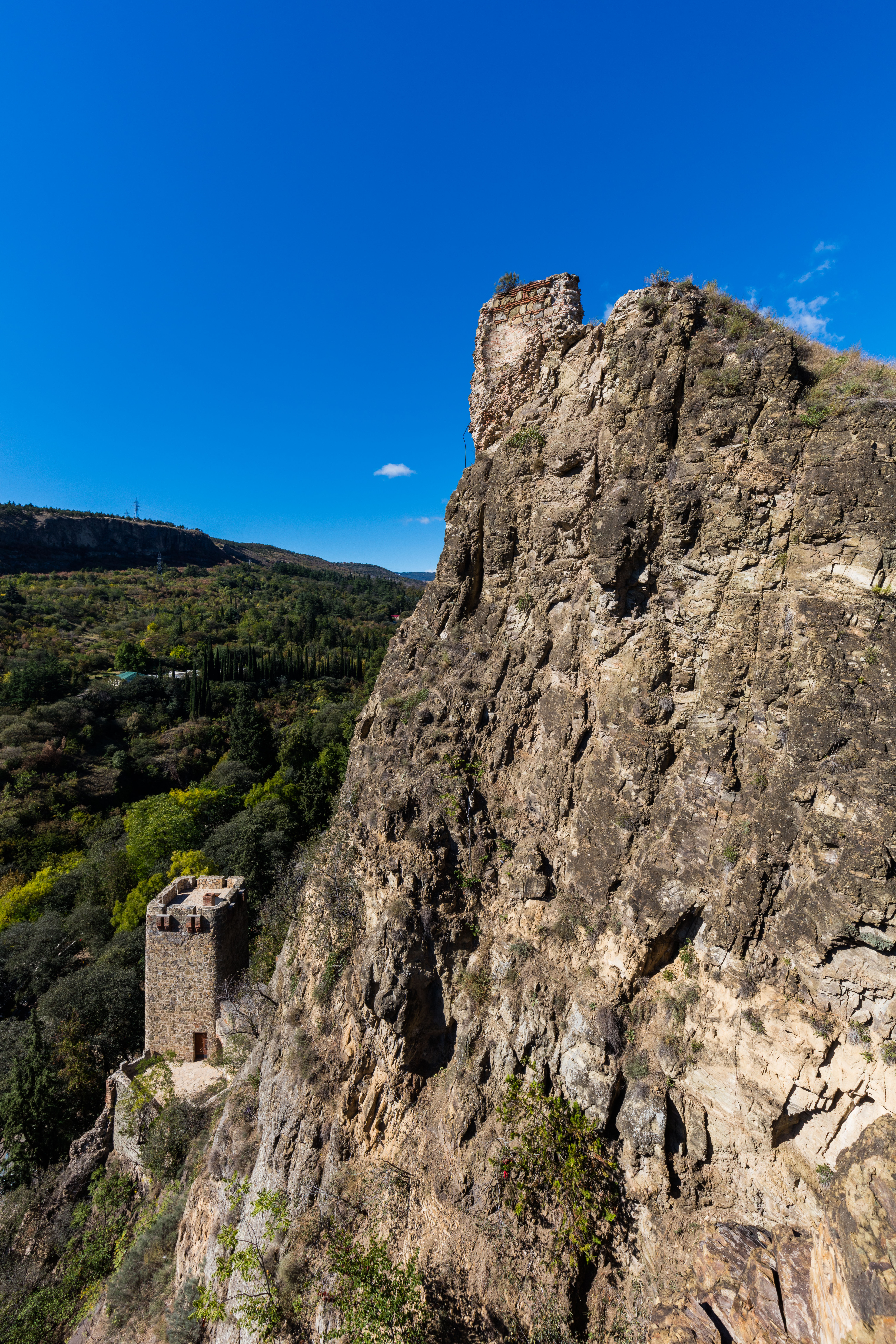
要塞の防壁
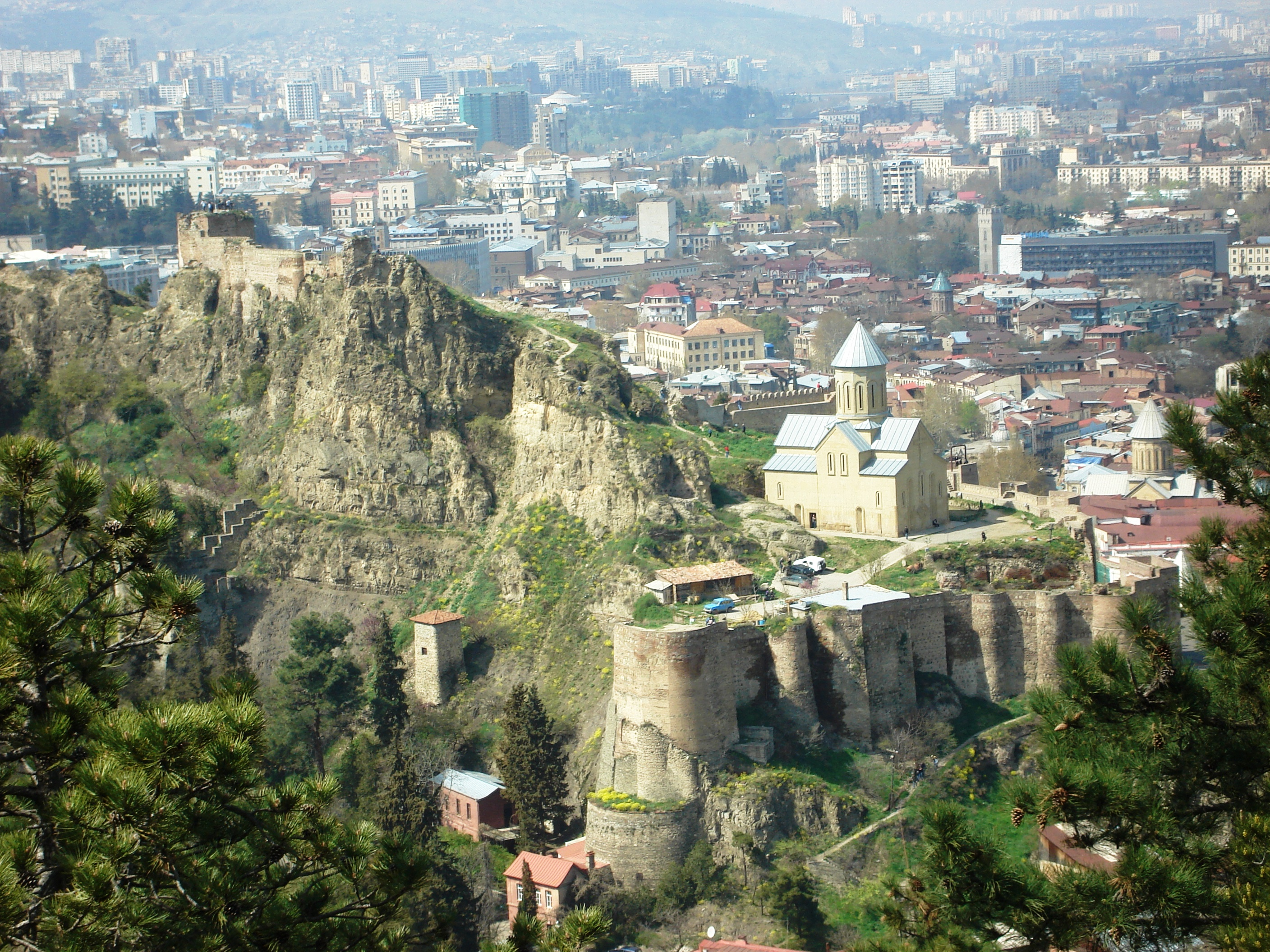
ナリカラ要塞と聖ニコラス教会
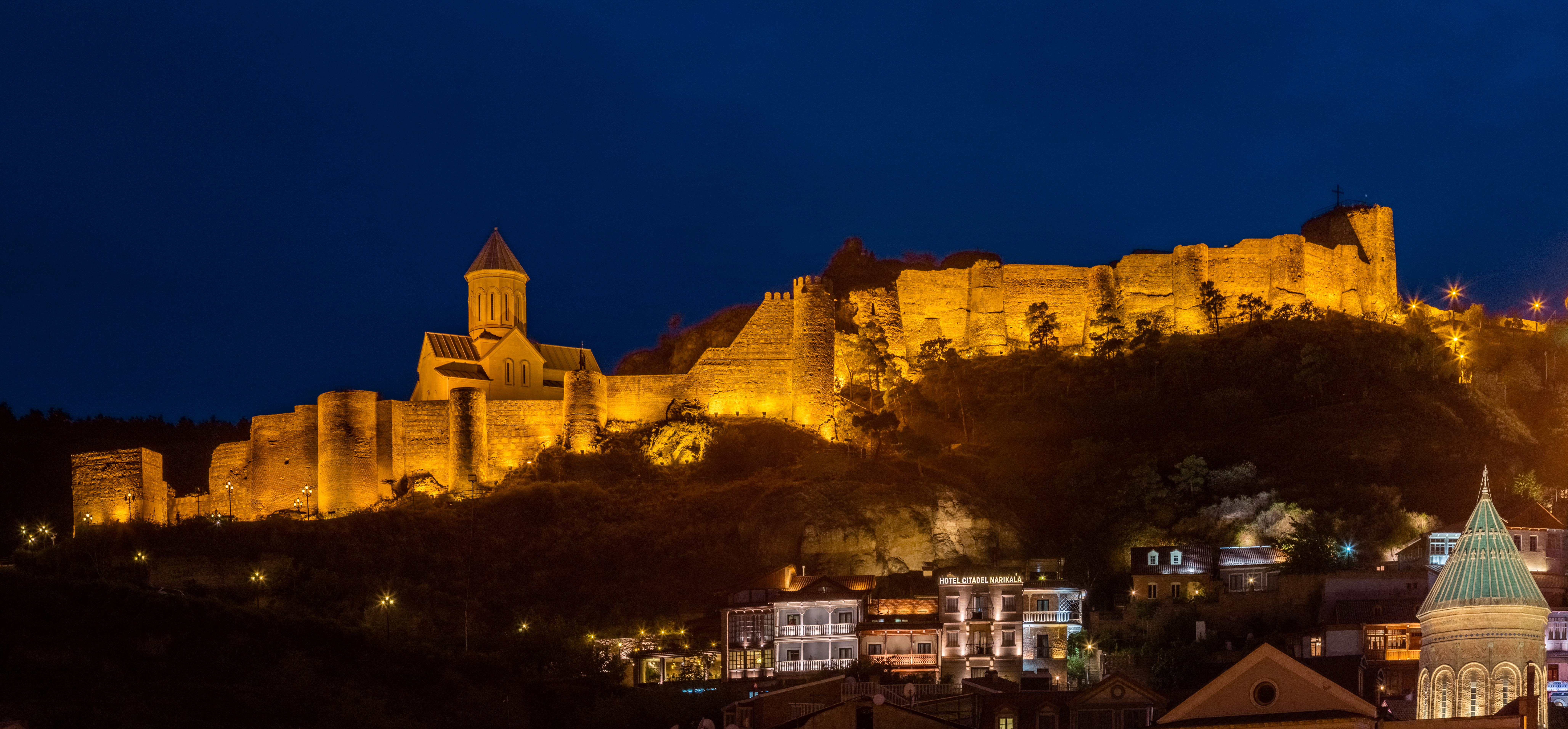
ナリカラ要塞 (夜)
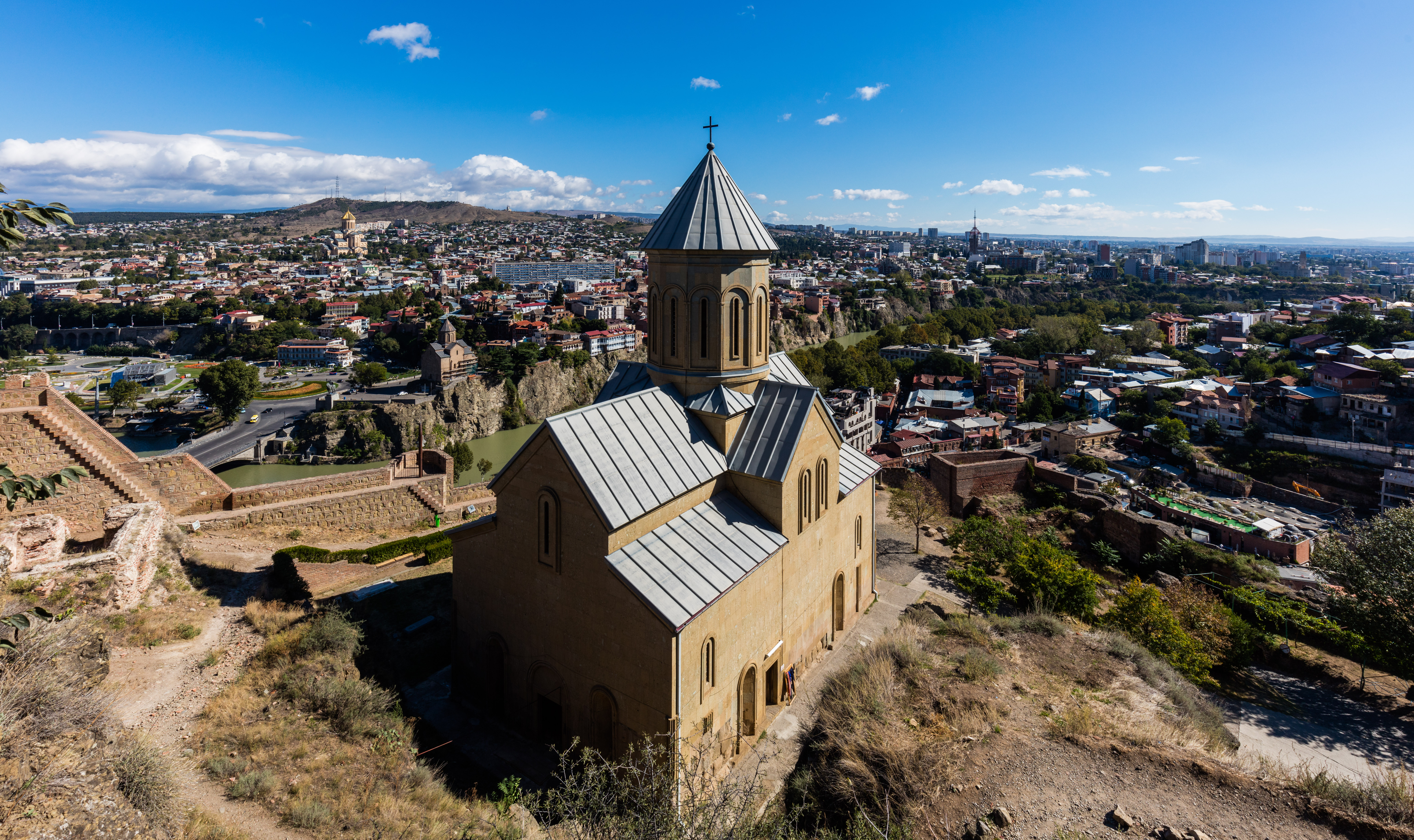
聖ニコラス教会
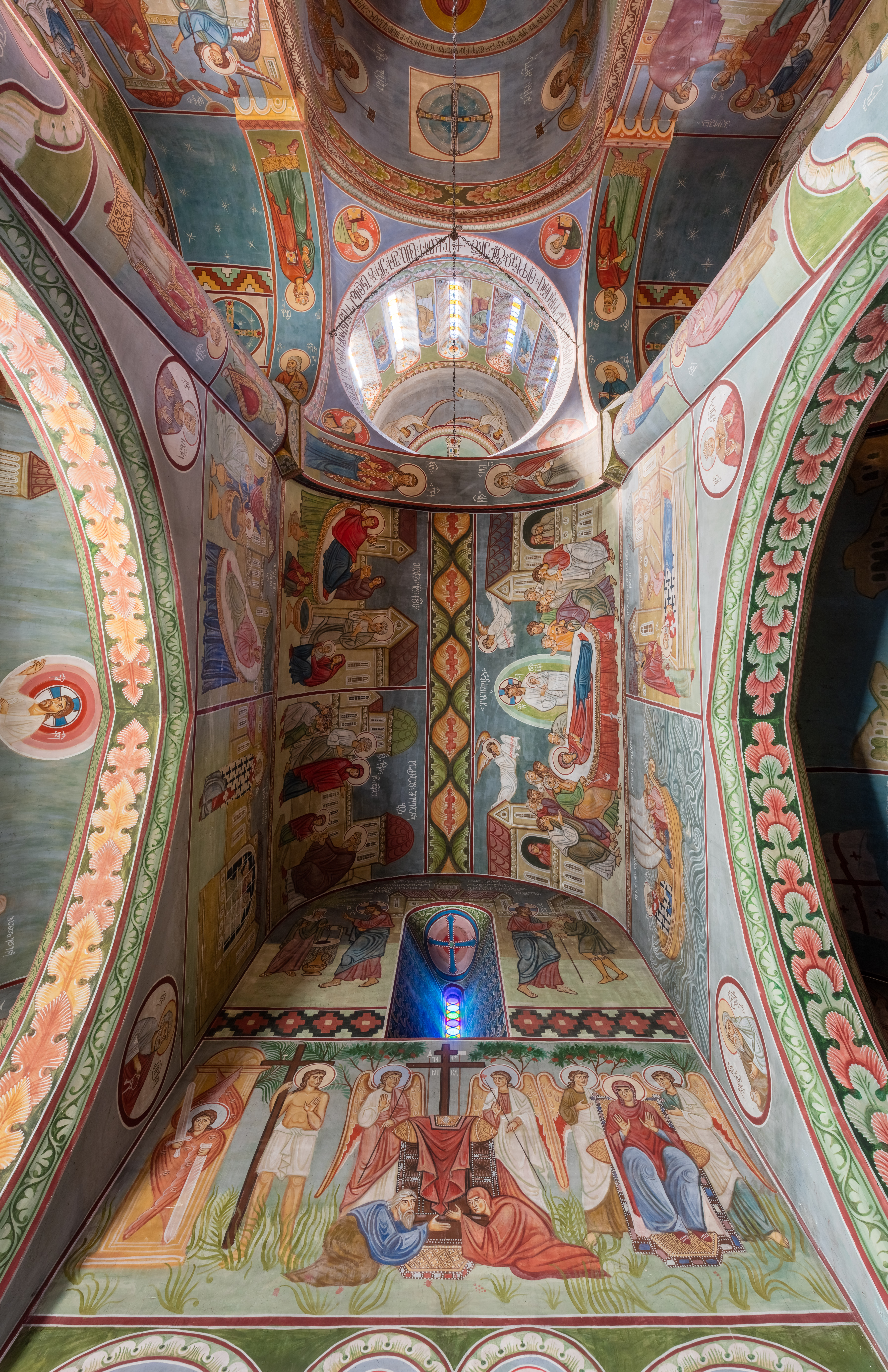
聖ニコラス教会内部
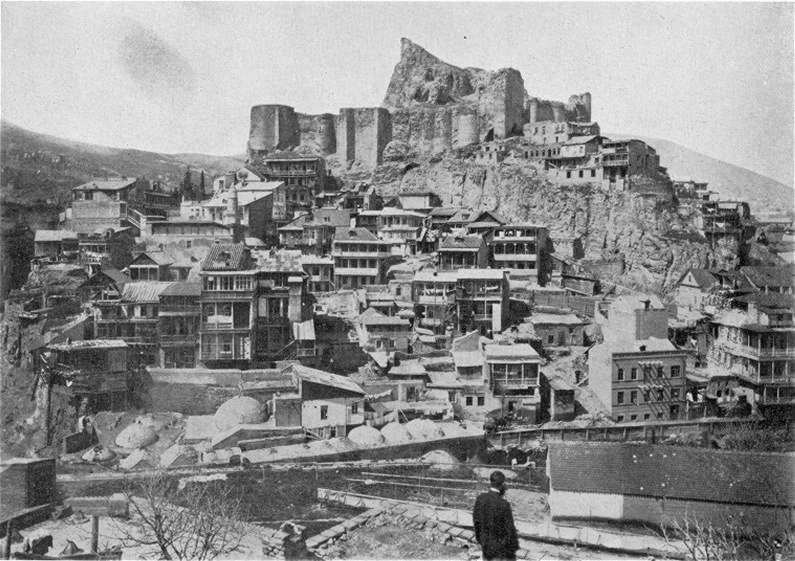
1911年のナリカラ要塞

## 文献
- カルトリ・ソビエト百科事典 Vol.7, p.321, 1984.
- ჟურნ. „ძეგლის მეგობარი“ pp.8-15, 1977; pp.27-31 1971.
- ჟურნ. „საბჭოთა ხელოვნება“ pp.49-54, Feb.1965

## 脚註

### 註釈
1. ↑  შურის ციხე[4] Shuris-tsikhe・Invidious Fort
2. ↑  Narin Qala,"Little Fortress"　なお、モンゴル語のQalaはアラビア語のقلعةから派生したものである。スペインにあるアルカラ大学のアルカラもアラビア語の同語から派生したものである。(The Fortress)